# Веребская волость
Ве́ребская волость — административно-территориальная единица в составе Дмитровского уезда Орловской губернии.
Административный центр — село Веребск.

## История
Волость была образована в ходе реформы 1861 года. Располагалась в западной части уезда; более половины её территории было занято оврагами и перелесками.
В 1880-е годы к Веребской волости была присоединена часть упразднённой Турищевской волости.
В ходе укрупнения волостей, 14 февраля 1923 года Веребская волость была расформирована, а её территория вошла в состав Глодневской волости.
Ныне территория бывшей Веребской волости находится в составе Брасовского района Брянской области.

## Состав волости
В 1890-е годы, после расформирования Турищевской волости, в состав Веребской волости входило 12 населённых пунктов: Веребск, Хрипкова, Лубенск, Фошня, Шевякина, Сергеева, Городище, Авчухи (село), Авчухи (деревня), Горякина, Суслово, Щепятино.